# Cicynethus
Genre
Synonymes
- Patiscus Simon, 1893 nec Stål, 1877
- Patiscana Strand, 1934

Cicynethus est un genre d'araignées aranéomorphes de la famille des Zodariidae.

## Distribution
Les espèces de ce genre se rencontrent en Afrique du Sud, au Mozambique et en Namibie.

## Liste des espèces
Selon World Spider Catalog (version 19.5, 12/10/2018) :
- Cicynethus acanthopus Simon, 1910
- Cicynethus acer Jocqué & Henrard, 2018
- Cicynethus decoratus (Lawrence, 1952)
- Cicynethus floriumfontis Jocqué, 1991
- Cicynethus mossambicus Jocqué & Henrard, 2018
- Cicynethus peringueyi (Simon, 1893)
- Cicynethus subtropicalis (Lawrence, 1952)

## Publication originale
- Simon, 1910 : Arachnoidea. Araneae (II). Zoologische und anthropologische Ergebnisse einer Forschungsreise im Westlichen und zentralen Südafrika. Denkschriften der Medicinisch-naturwissenschaftlichen Gesellschaft zu Jena, vol. 16, p. 175-218 (texte intégral).